# Dženan Pejčinović
Dženan Pejčinović (montenegrinisch-kyrillisch Џенан Пејчиновић; * 15. Februar 2005 in München) ist ein deutsch-montenegrinischer Fußballspieler. Er steht beim Bundesligist VfL Wolfsburg unter Vertrag und ist deutscher Nachwuchsnationalspieler.

## Familie
Pejčinović wurde als Sohn montenegrinischer Eltern in München geboren. Sein Vater war ebenfalls Fußballspieler. Pejčinović besitzt die deutsche und montenegrinische Staatsangehörigkeit.

## Vereinskarriere

### Jugend (bis 2022)
Pejčinović spielte bis 2017 im Nachwuchsleistungszentrum (NLZ) des FC Bayern München, ehe er in der Altersklasse U12 aussortiert wurde. Anschließend wechselte er in das NLZ des FC Augsburg. In der Saison 2021/22 kam der Stürmer für die B1-Junioren (U17) in 16 von 20 Spielen der B-Junioren-Bundesliga zum Einsatz und erzielte 12 Tore. Nach der Winterpause spielte er parallel zudem 4-mal für die A-Junioren (U19) in der A-Junioren-Bundesliga und steuerte ein Tor zum Gewinn der Staffel Süd/Südwest bei. In der Endrunde um die gesamtdeutsche Meisterschaft wurde der Deutsch-Montenegriner beim Halbfinal-Aus gegen Hertha BSC eingewechselt.

### VfL Wolfsburg
Zur Saison 2022/23 wechselte Pejčinović in die Bundesliga zum VfL Wolfsburg. Der 17-Jährige unterschrieb einen Profivertrag bis zum 30. Juni 2027 und gehörte sofort zum Profikader von Niko Kovač, obwohl er noch zwei Jahre in der U19 spielberechtigt gewesen wäre. Am 27. Mai 2023 gab er im Alter von 18 Jahren bei der 1:2-Niederlage im Heimspiel gegen Hertha BSC am letzten Spieltag der Saison 2022/23 sein Profidebüt in der Bundesliga. Am 27. Juni 2024 gab der VfL Wolfsburg die vorzeitige, langfristige Vertragsverlängerung mit Pejčinović bekannt.

### Fortuna Düsseldorf
Zur Saison 2024/25 wechselte Pejčinović für ein Jahr auf Leihbasis ohne Kaufoption in die 2. Bundesliga zu Fortuna Düsseldorf. Zwei schwerere Verletzungen bremsten Pejčinović aus. Insgesamt bestritt er für die Fortuna 20 Pflichtspiele und erzielte fünf Tore.

## Nationalmannschaft
Pejčinović hatte mindestens sechs Länderspiele in der montenegrinischen U15-Nationalmannschaft absolviert, ehe er zum Deutschen Fußball-Bund (DFB) wechselte.
Pejčinović debütierte am 9. Oktober 2020 beim Freundschaftsspiel an der Sportschule Wedau in Duisburg gegen Dänemark, welches mit einer 0:2-Niederlage endete, für die deutsche U16-Nationalmannschaft. Er kam für diese Altersklasse im Kalenderjahr 2020 zu insgesamt zwei Einsätzen und schoss zwei Tore.
Seit 2021 war Pejcinovic U17-Nationalspieler der Bundesrepublik und nahm mit dieser Altersklasse an der U17-Europameisterschaft 2022 in Israel, wo das Viertelfinale erreicht wurde, teil. Im Turnierverlauf kam er dabei in allen vier Partien zum Einsatz; insgesamt absolvierte er für die U17-Junioren 16 Einsätze und schoss 15 Tore.
Am 6. September 2023 debütierte Pejčinović für die U19-Auswahl des DFB im Freundschaftsspiel gegen die Auswahl Englands. Er stand dabei in der Startelf und wurde nach 45 Minuten ausgewechselt. Deutschland gewann das Spiel mit 1:0. Insgesamt bestritt Pejčinović neun Spiele und erzielte neun Tore für die U19-Junioren.
Pejčinović kam am 5. September 2024 zu seinem Debüt in der deutschen U20-Nationalmannschaft, als er in der U20 Elite League im Spiel gegen Rumänien in der 46. Spielminute eingewechselt wurde. In der 79. Minute traf Pejčinović zum zwischenzeitlichen 2:2. Deutschland gewann das Spiel am Ende mit 3:2. Bei seinem zweiten Einsatz im Spiel gegen die U20-Auswahl Italiens verletzte sich Pejčinović schwer am Knie und musste in der 70. Minute ausgewechselt werden.

## Titel
- Meister der A-Junioren-Bundesliga Süd/Südwest: 2022
- Torschützenkönig der A-Junioren-Bundesliga Nord/Nordost: 2024
- Fritz-Walter-Medaille: 2024 in Silber (U19)